# Ternopilla
Ternopilla (ukr. Тернопілля; hist. Dornfeld) – wieś na Ukrainie, w obwodzie lwowskim, w rejonie stryjskim (do 2020 roku w rejonie mikołajowskim). W 2001 roku liczyła 473 mieszkańców.
Miejscowość została założona pod nazwą Dornfeld w dobrach kameralnych szczerzeckich na gruntach Dobrzan w procesie kolonizacji józefińskiej przez osadników niemieckich (zobacz: Niemcy galicyjscy) wyznania luterańskiego w 1786 roku. Nazwa kolonii nawiązuje do nazwiska radcy dworu cesarskiego. Na mocy patentu tolerancyjnego zawiązał się tu zbór luterański (parafia) zrzeszający ewangelików z tej i pobliskich miejscowości (kolonii). Filią miejscowej parafii ewangelicko-augsburskiej był Falkenstein. 
W II Rzeczypospolitej miejscowość stanowiła początkowo samodzielną gminę jednostkową. 1 sierpnia 1934 roku w ramach reformy na podstawie ustawy scaleniowej została włączona do gminy wiejskiej Ostrów w powiecie lwowskim, w województwie lwowskim. W 1921 roku gmina Dornfeld liczyła 799 mieszkańców (411 kobiet i 388 mężczyzn) i znajdowało się w niej 127 budynków mieszkalnych. 608 osób deklarowało narodowość niemiecką, 147 – rusińską (ukraińską), 26 – polską, 18 – żydowską. 606 osób deklarowało przynależność do wyznania ewangelickiego, 149 – greckokatolickiego, 26 – rzymskokatolickiego, 18 – mojżeszowego. 11 marca 1939 roku zmieniono nazwę wsi na Dobrzanka.
Po II wojnie światowej wieś weszła w struktury administracyjne Związku Radzieckiego i została przemianowana na Ternopilla.